# Efebo de Selinunte

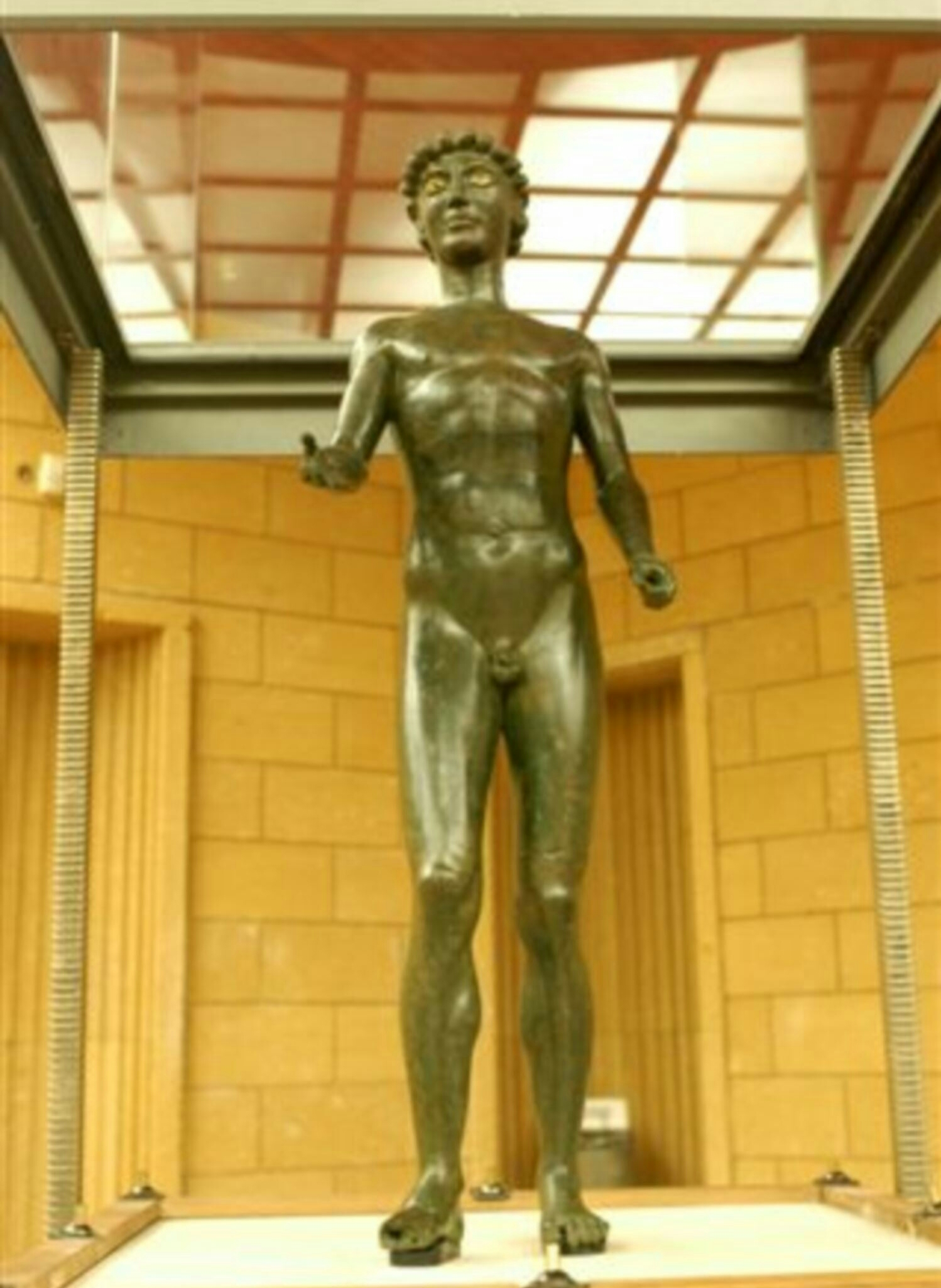
El Efebo, en 2015.

El efebo de Selinunte o efebo de Castelvetrano , también llamada en siciliano Lu pupu di ponte Galera, es la estatua de un atleta griego haciendo una libación. Es una escultura de bronce. Es del segundo cuarto del siglo V a. C., descubierta en Selinunte y conservada en el Museo de Selinuntino-Castelvetrano.

## Descripción
La estatua mide aproximadamente 85 cm y fue realizada en bronce hacia 460 a. C., hacia el final de la época arcaica.
Es la única estatua de bronce de este tamaño encontrada entre los descubrimientos sicilianos. Su peinado indica una influencia ática, pero su ejecución es «bastante conmovedoramente torpe, característica de un taller local», según Pierre Lévêque. La cabeza parece más antigua que el cuerpo. Representa a un joven realizando una libación. Según el historiador local Giuseppe Camporeale, se trataba de Dioniso Yaco. Carece de la parte delantera del pie derecho y se apoya en la pierna izquierda.

## Historia
Descubierta en 1882 cerca de Selinunte en un sarcófago de arcilla, fue expuesta en el museo local y después en la iglesia de San Domenico. Restaurada en 1927 bajo la dirección de Paolo Orsi, pasó a formar parte de las colecciones del Museo Arqueológico Regional Antonio Salinas y regresó a Castelvetrano en 1933.
Fue robado la noche del 30 de octubre de 1962 por Francesco Messina Denaro, padrino de la mafia y padre de Matteo Messina Denaro, y recuperado en 1968. Se restauró en Roma y desde 1997 se expone en el Museo Arqueológico Regional Antonino Salinas de Palermo y en Castelvetrano desde 1997.